# Urceo Codro
Antonio Urceo, dit Codro (Rubiera 14 août 1446 - Bologne 11 février 1500), est un littérateur et humaniste italien.

## Biographie
Antonio Urceo nait le 14 août 1446 à Rubiera, ville située entre Modène et Reggio, mais dépendante de cette dernière ville. Sa famille tire son origine des Orzi-Nuovi dans le territoire de Brescia ; et elle en a pris le nom d’Orcei. Le père d’Antonio, quoique assez peu favorisé de la fortune, ne néglige rien pour lui procurer une instruction solide. Ayant fait ses premières études à Modène, il vient à Ferrare suivre les leçons de Battista Guarino et de Luca Ripa. En 1469, il est appelé à Forlì pour y enseigner les humanités ; et quoiqu’il soit très jeune, on lui assigne un traitement plus considérable que celui de son prédécesseur. Ses talents lui valent la protection de Pino III Ordelaffi, seigneur de cette ville, qui le comble de témoignages d’amitié, le nomme précepteur de son fils, et un logement dans son palais. Un jour le prince lui dit en l’abordant : Messer Antonio, mi vi raccomando ; Urceus lui répliqua sur le champ : Dunque Giove a Codro si raccomanda. Cette repartie fait fortune, et le nom de Codrus lui reste. Un jour qu’il est sorti sans éteindre sa lampe, le feu prend à des papiers qu’il a laissés sur sa table et se communique rapidement à sa bibliothèque. Averti de cet accident, Codrus accourt aussitôt ; mais voyant qu’il est impossible de sauver des flammes un ouvrage auquel il venait de mettre la dernière main, il tombe dans désespoir le plus affreux. Après avoir exhalé sa colère dans un torrent d’injures adressées à la Vierge et aux saints, il défend à ses amis de le suivre, et sortant de la ville, s’enfonce dans un bois où il passe toute la journée dans un continuel délire. Quand il voulut rentrer, les portes étaient fermées, et il est obligé de coucher sur un fumier. Le matin il demande un asile à un pauvre menuisier chez lequel il demeure six mois sans livres et ne veut voir personne. Enfin, cédant aux prières du prince de Forlì, Codrus consent à reprendre son appartement qu’on a réparé. La mort de Pino Ordelaffi suivie quelques mois après de celle de son fils, laisse Forlì en proie aux factions et aux troubles civils. Codrus vient à Bologne, en 1480, et, par la protection des Bentivoglio, est pourvu de la double chaire d’éloquence et de langue grecque, qu’il remplit avec une réputation toujours croissante. Quoique sévère et sujet à de fréquents accès d’humeur, il a le talent de se faire aimer de ses élèves, qui le regardent comme un père. Son peu de fortune et sa mauvaise santé l’ont toujours empêché de songer au mariage ; mais sur la fin de sa vie, il regrette de n’avoir pas pris une compagne dont les soins auraient adouci sa situation. Ses mœurs n’ont pas toujours été pures ; et le cynisme avec lequel il s’exprime a jeté des doutes sur sa croyance ; mais dans sa dernière maladie, il témoigne le plus grand repentir de sa conduite, demande lui-même les sacrements, qu’il reçoit d’une manière édifiante, et ne cesse de protester de son attachement à la religion. Il meurt à Bologne en 1500, à l’âge de 54 ans. Son corps est porté par ses élèves au monastère de St-Sauveur, où il a choisi sa sépulture. Il lègue par son testament à ce monastère, outre une somme de vingt livres, un superbe manuscrit des Œuvres de St-Basile, apporté de Constantinople, et que l’on voit encore dans la bibliothèque. On met sur son tombeau cette courte épitaphe : Codrus eram. C’était un homme simple dans ses goûts, ennemi du faste de la représentation ; quoique dans l’aisance, il n’avait point de domestique pour le servir. Si l’on en croit Baptista Mantuanus (Sylvæ), Codrus, dans le temps qu’il était à Bologne, avait souvent l’Iliade sur ses genoux, tandis que d’une main il écumait son pot et que de l’autre il tournait la broche. Malgré son humeur bizarre et sa vanité, ce savant avait beaucoup d’amis. Les plus connus sont Ange Politien et Alde Manuce : le premier le choisit pour revoir ses Epigrammes grecques, et le second lui dédia son Recueil de lettres grecques, imprimé en 1499.

## Œuvres
Les Œuvres de Codrus sont publiées par Filippo Beroaldo, Bologne, 1502, in-fol., avec une Vie de l’auteur, par Bartolomeo Bianchini, son disciple. Cette première édition est rare et recherchée. On en trouve la description dans la Bibliothèque de David Clément, t. 7, art. Codrus, et dans le Manuel du libraire de Jacques-Charles Brunet. Elles ont été réimprimées à Venise, 1506, in-fol. ; Paris, 1515, in-4° ; et Bâle, 1540, même format. Ce Recueil contient quinze discours (Sermones), dix Lettres, deux livres de Sylves, deux Satires, une Eglogue et des Epigrammes. Les discours sont la partie la plus intéressante des ouvrages de Codrus : mais le quatrième, le cinquième et le douzième sont remplis d’obscénités telles qu’on est surpris qu’ils aient pu jamais être prononcés en public. Thémiseul de Saint-Hyacinthe a donné un extrait fort étendu des Œuvres de Codrus, d’après l’édition de Paris, dans les Mémoires littéraires, 1715 ; reproduit en 1740, sous le titre de Matanasiana. Cet extrait est précédé d’un portrait de Codrus, d’une laideur si plaisante qu’il est difficile de le croire ressemblant, et suivi de sa Vie, d’après celle de Bianchini, mais augmentée de quelques traits tirés de ses ouvrages. On doit encore à Codros le cinquième acte en partie de l’Aulularia de Plaute, inséré dans plusieurs éditions du théâtre de Plaute, entre autres dans celle qu’on doit à Friedrich Taubmann. Il existe des éditions séparées de cette pièce avec la conclusion de Codrus, Cologne, 1510, in-4° ; Deventer, 1542, même format ; et Leipzig, 1513, in-fol. Enfin il a fourni quelques notes sur les Rei rusticæ scriptores, insérées dans l’édition de Paris, 1533, in-fol. Les autres ouvrages de Codrus sont perdus. Outre les auteurs déjà cités, on peut consulter sur cet écrivain, les Mémoires de Niceron, t. 4 ; la Vie de Codrus, par Righetti, dans le tome 3 des Annali letterar. d’Italia ; une autre par Giovanni Battista Corniani dans la Nuova raccolta calogerana, t. 21 ; la Bibliot. modenese ; la Storia della letterat. ital. de Tiraboschi ; Floyel, Histoire de la littérature comique (en allemand) ; Roscoe, Vie de Léon X, etc.